# Ravenia carabiae
Ravenia carabiae är en vinruteväxtart som beskrevs av Marie-vict.. Ravenia carabiae ingår i släktet Ravenia och familjen vinruteväxter. Inga underarter finns listade i Catalogue of Life.